# Laško Zlatorog
Laško Zlatorog je svetlo pivo tipa ležak oziroma lager in s poudarjeno grenčico.
Laško Zlatorog predstavlja strateško jedro izdelkov pod blagovno znamko Laško.
Zraven domačega trga (Slovenija), Pivovarna Laško največ piva izvozi na: Hrvaško, Srbijo, Črno goro in Italijo.
Večletne stare poslovne zveze ima podjetje tudi z drugimi bivšimi republikami bivše Jugoslavije, ki so sedaj samostojne države: med njimi je tudi Bosna in Hercegovina.